# Glendive (Montana)
Glendive város az USA Montana államában, Dawson megyében, melynek megyeszékhelye is. Lakosainak száma 4873 fő (2020. április 1.).

## Népesség
A település népességének változása:

| 2010 | 4 935 |
| 2020 | 4 873 |